# Список зарубежных поездок Маргрете II

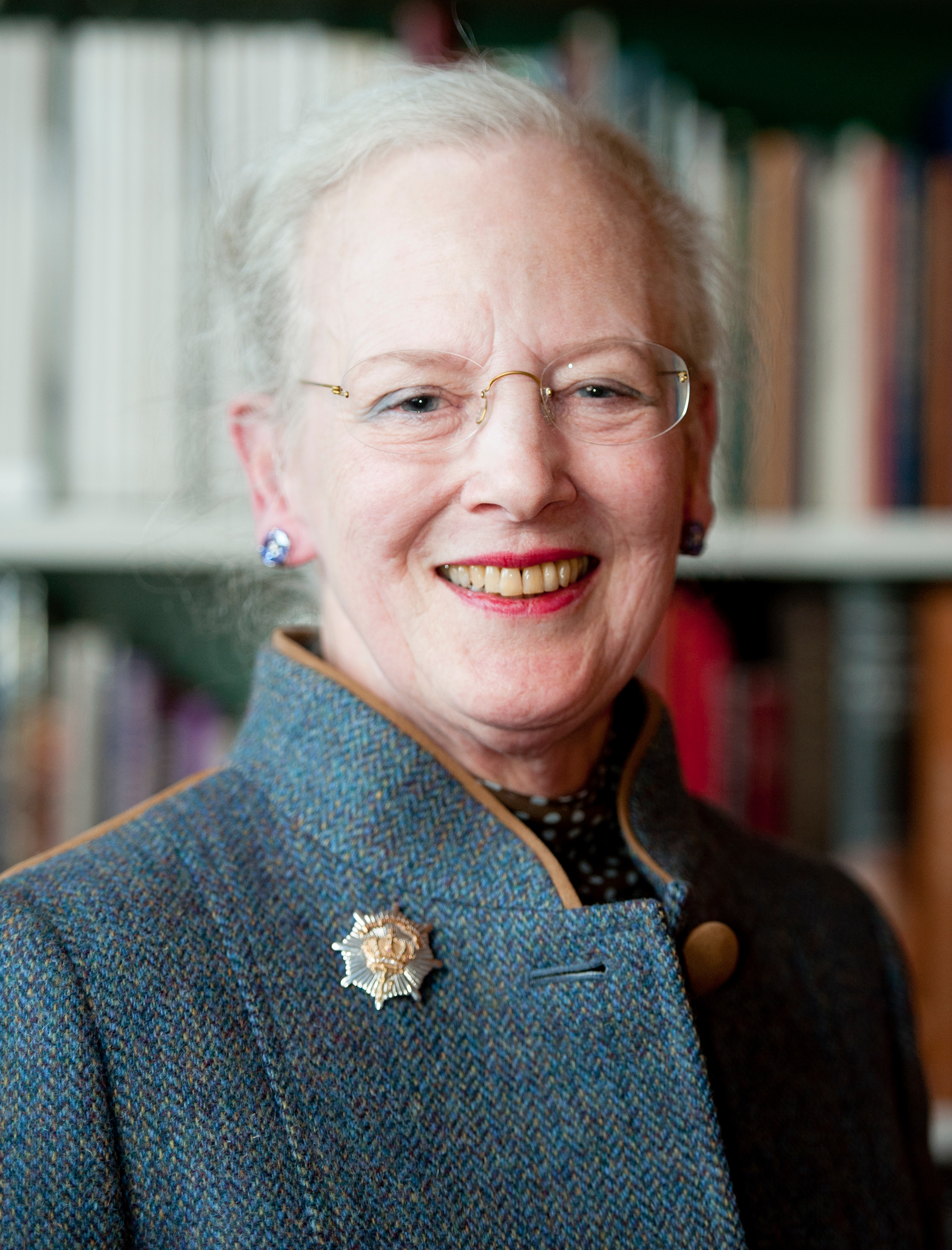
Королева Дании Маргрете II

Государственные визиты часто проходят при участии глав государств или монархов, а также крупных торговых делегаций и считаются значимым событием, способствующим укреплению торговых, деловых, культурных и политических связей между двумя государствами. Королева Дании Маргрете II (дат. Margrethe II) за время своего правления (1972—2024) совершила 54 поездки в 49 стран мира. В поездках королеву сопровождал принц-консорт Хенрик. В 2018 году королева овдовела, в связи с чем в дальнейшем совершала визиты с кронпринцем Фредериком.
Свой первый международный государственный визит Маргрете II нанесла в Швецию в январе 1973 года, а последний — в Германию в ноябре 2021 года.  В число данных поездок входят 3 визита Германию (1974, 1998, 2021), 2 визита в Швецию (1973, 1985), Норвегию (1973, 1992), Великобританию (1974, 2000), Ватикан (1975), Бельгию (1976, 2002), Китай (1979, 2014) и Японию (1981, 2004).  Помимо этих стран, королева посетила Финляндию (1973), Исландию (1973), Нидерланды (1975), СССР (1975), Люксембург (1976), Италию (1977), Югославию (1977), Францию (1978), Ирландию (1978), Австрию (1979), Испанию (1983), Португалию (1984), Саудовскую Аравию (1984), Египет (1986), Новую Зеландию (1987), Австралию (1987), Венгрию (1987), Марокко (1988), Канаду (1991), США (1991), Литву (1992), Латвию (1992), Эстонию (1992), Польшу (1993), Словакию (1994), Чехию (1994), Южную Африку (1996), Бразилию (1999), Болгарию (2000), Румынию (2000), Словению (2001), Таиланд (2001), Грецию (2006), Южную Корею (2007), Мексику (2008), Танзанию (2008), Вьетнам (2009), Россию (2011), Хорватию (2014), Индонезию (2015), Гану (2017) и Аргентину (2019).

## Визиты
Ниже приведено количество визитов (по состоянию на 2024 год):
- 3 визита — Германия
- 2 визита — Китай, Япония, Бельгия, Исландия, Великобритания, Швеция, Норвегия
- 1 визит — Аргентина, Ватикан, Виргинские Острова, Гана, Индонезия, Хорватия, Россия, Вьетнам, Танзания, Мексика, Южная Корея, Греция, Таиланд, Словения, Румыния, Болгария, Бразилия, Южная Африка, Чехия, Словакия, Польша, Эстония, Латвия, Литва, США, Канада, Марокко, Венгрия, Австралия, Новая Зеландия, Египет, Саудовская Аравия, Португалия, Испания, Австрия, Ирландия, Франция, Югославия, Италия, Люксембург, СССР, Нидерланды, Финляндия

### 1970-е
| Дата                    | Страна визита                    | Место(-а) визита                      | Цель визита                                                                                 | Примечания          |
| ----------------------- | -------------------------------- | ------------------------------------- | ------------------------------------------------------------------------------------------- | ------------------- |
| 16 января 1973          | Швеция                           | Стокгольм                             | Встреча с королём Швеции Густавом VI                                                        | [ 2 ]               |
| 1973                    | Финляндия                        | —                                     | Официальный визит                                                                           | [ 1 ]               |
| 1973                    | Исландия                         | Тингведлир                            | Встреча с президентом Исландии Кристьяуном Эльдьяудном и первой леди Халльдоурой            | [ 3 ] [ 4 ]         |
| 12 февраля 1973         | Норвегия                         | Осло                                  | - Встреча с королём Норвегии Улафом V - Вручение ордена Слона кронпринцессе Соне            | [ 5 ] [ 6 ]         |
| 1974                    | Федеративная Республика Германии | —                                     | Встреча с президентом Германии Густавом Хайнеманом и его женой Хильдой Хайнеман             | [ 1 ] [ 7 ]         |
| Апрель — 2 мая 1974     | Великобритания                   | Лондон, Виндзорский замок, Гилдхолл   | Встреча с королевой Великобритании Елизаветой II и принцем-консортом Филиппом               | [ 8 ] [ 9 ]         |
| 26/28 мая — 2 июня 1975 | СССР                             | —                                     | Встреча с председателем Президиума Верховного Совета СССР Николаем Подгорным                | [ 10 ] [ 7 ] [ 11 ] |
| 29 октября 1975         | Нидерланды                       | Амстердам                             | Встреча с королевой Нидерландов Юлианой и принцем-консортом Бернардом Липпе-Бистерфельдским | [ 12 ] [ 13 ]       |
| 1975                    | Ватикан                          | —                                     | Встреча с Папой Римским Павлом VI                                                           | [ 14 ]              |
| 1976                    | Бельгия                          | Брюссель                              | Встреча с королем Бельгии Бодуэном                                                          | [ 15 ]              |
| 22-24 ноября 1976       | Люксембург                       | —                                     | Встреча с премьер-министром Люксембурга Гастоном Торном                                     | [ 1 ] [ 16 ]        |
| Май 1976                | Виргинские острова               | - Сент-Томас - Сент-Джон - Санта-Крус | Посещение официальной церкви Датской Вест-Индии                                             | [ 1 ] [ 17 ]        |
| 8—10 ноября 1977        | Италия                           | Рим                                   | Встреча с президентом Италии Джованни Гронки                                                | [ 18 ] [ 19 ]       |
| 1977                    | Югославия                        | —                                     | Встреча с президентом Югославии Иосипом Броз Тито и его женой Йованкой Броз                 | [ 1 ] [ 20 ]        |
| 1978                    | Франция                          | Париж                                 | Встреча с президентом Франции Валери Жискар д’Эстеном и его женой Анн Жискар д’Эстен        | [ 21 ]              |
| 1979                    | Китай                            | —                                     | Встреча с заместителем председателя КПК Ли Сяньнянем                                        | [ 22 ]              |

### 1980-е
| Дата              | Страна визита     | Место(-а) визита                         | Цель визита | Примечания          |
| ----------------- | ----------------- | ---------------------------------------- | --- | ------------------- |
| 1981              | Япония            | Токио                                    | Встреча с императором Японии Хирохито и императрицей Кодзюн                                                         | [ 23 ]              |
| 1983              | Испания           | Мадрид                                   | Встреча с королем Испании Хуаном Карлосом I и королевой-консортом Софией                                            | [ 24 ]              |
| Март 1984         | Саудовская Аравия | Джидда                                   | Встреча с королем Фахдом                                                                                            | [ 25 ]              |
| 1984              | Португалия        | —                                        | Встреча с президентом Португалии Антониу Рамалью Эанешом                                                            | [ 26 ] [ 27 ]       |
| Сентябрь 1985     | Швеция            | Стокгольм                                | Встреча с королем Швеции Карлом XVI Густав                                                                          | [ 28 ]              |
| Февраль 1986      | Египет            | Каир                                     | Встреча с президентом Египта Хосни Мубараком и первой леди Сюзанной                                                 | [ 29 ]              |
| 1986              | Исландия          | Бессастадир                              | Встреча с президентом Исландии Вигдис Финнбогадоуттир                                                               | [ 1 ] [ 30 ]        |
| 1987              | Венгрия           | —                                        | Официальный визит                                                                                                   | [ 1 ] [ 31 ]        |
| 1—9 февраля 1987  | Новая Зеландия    | —                                        | Посещение страны по приглашению генерал-губернатор Новой Зеландии Пола Ривза                                        | [ 1 ] [ 32 ] [ 33 ] |
| 9—14 февраля 1987 | Австралия         | - Сидней - Канберра - Мельбурн - Брисбен | - Посещение богослужения в Гарнизон-Керч - Посещение скандинавского богослужения во время Олимпийских игр 2000 года | [ 34 ]              |
| Ноябрь 1987       | Франция           | Париж (Елисейский дворец)                | Встреча с президентом Франции Франсуа Миттераном                                                                    | [ 35 ]              |
| 1987              | Австрия           | —                                        | Официальный визит                                                                                                   | [ 1 ]               |
| Февраль 1988      | Марокко           | —                                        | Встреча с королем Марокко Хасаном II                                                                                | [ 36 ] [ 37 ]       |

### 1990-е
| Дата               | Страна визита | Место(-а) визита                                                                 | Цель визита | Примечания           |
| ------------------ | ------------- | -------------------------------------------------------------------------------- | --- | -------------------- |
| Февраль 1991       | США           | - Вашингтон - Шарлотсвилл (Университет Виргинии)                                 | Встреча с Джорджем Бушем и первой леди Барбарой Буш                                                                                        | [ 38 ] [ 39 ]        |
| 8—16 октября 1991  | Канада        | - Ванкувер (Датская евангелическо-лютеранская церковь Ванкувера) - штат Виктория | Встреча с вице-губернатором Британской Колумбии Дэвидом Лэмом                                                                              | [ 40 ] [ 41 ]        |
| 31 мая 1992        | Франция       | Париж                                                                            | Встреча с президентом Франции Франсуа Миттераном и первой леди Даниэль Миттеран                                                            | [ 42 ]               |
| 13—14 октября 1992 | Норвегия      | Осло                                                                             | Встреча с королём Норвегии Харальдом V и королевой-консортом Соней                                                                         | [ 43 ]               |
| Июль 1992          | Эстония       | Таллин                                                                           | Посещение страны в честь независимости страны                                                                                              | [ 1 ] [ 44 ] [ 45 ]  |
| 30 июля 1992       | Латвия        | —                                                                                | Посещение страны в честь независимости страны                                                                                              | [ 46 ] [ 47 ]        |
| Июль 1992          | Литва         | Тракай (птицеферма)                                                              | Посещение страны в честь независимости страны                                                                                              | [ 48 ]               |
| 1993               | Франция       | Париж                                                                            | Встреча с президентом Франции Франсуа Миттераном и первой леди Даниэль Миттеран                                                            | [ 49 ]               |
| Июнь/5—9 июля 1993 | Польша        | - Варшава - Гданьск                                                              | Встреча с президентом Польши Лехом Валенса                                                                                                 | [ 50 ] [ 51 ] [ 52 ] |
| 1994               | Люксембург    | —                                                                                | Встреча с великим герцогом Люксембурга Жаном                                                                                               | [ 53 ]               |
| 1994               | Чехия         | —                                                                                | Встречас с президентом Чехии Вацлавом Гавелом и первой леди Ольгой Гавловой                                                                | [ 1 ] [ 54 ]         |
| Октябрь 1994       | Словакия      | —                                                                                | Посещение страны после основания республики                                                                                                | [ 1 ] [ 55 ]         |
| Февраль 1994       | Южная Африка  | - Йоханнесбург - Претория (официальная резиденция президента)                    | - Встреча с президентом ЮАР Нельсоном Манделой - Вручение ордена Слона Нельсону Манделе - Вручение ордена Доброй Надежды королеве Маргрете | [ 56 ]               |
| 1998               | Исландия      | Флатейри (мемориал жертвам снежной лавины)                                       | Встреча с президентом Исландии Оулавюром Рагнар Гримссоном и первой леди Гудрун Катрин Торбергсдоттир                                      | [ 57 ]               |
| 1998               | Германия      | Берлин                                                                           | Встреча с президентом Германии Романом Херцогом                                                                                            | [ 58 ]               |
| Май 1999           | Бразилия      | - Бразилиа - Сан-Паулу                                                           | Встреча с президентом Бразилии Фернанду Кардозу                                                                                            | [ 59 ] [ 60 ]        |

### 2000-е
| Дата               | Страна визита  | Место(-а) визита | Цель визита | Примечания                  |
| ------------------ | -------------- | --- | --- | --------------------------- |
| 16—18 февраля 2000 | Великобритания | Лондон | Встреча с королевой Великобритании Елизаветой II и принцем-консортом Филиппом                                                                     | [ 61 ]                      |
| 2000               | Румыния        | Бухарест | Встреча с президентом Румынии Эмилем Константинеску                                                                                               | [ 1 ] [ 62 ]                |
| Октябрь 2000       | Болгария       | - София - Пловдив (Пловдивский античный театр)                                                                                                  | Встреча с президентом Болгарии Пётром Стояновым                                                                                                   | [ 63 ] [ 64 ] [ 65 ]        |
| 2001               | Таиланд        | - Бангкок (Дворец Виманмек, королевская школа тайского танца и школа Сабатан Саенг-Сванг) - Лампанг (Центр по сохранению слонов); гора Дой Тунг | Встреча с королём Таиланда Пхумипоном Адульядетом и королевой Сирикитой Также королева встретилась с принцессой Махой Чакри Сириндхорн            | [ 66 ]                      |
| Октябрь 2001       | Словения       | Любляна | - Встреча с президентом Словении Миланом Кучаном - Вручение ордена Слона Милану Кучану                                                            | [ 67 ] [ 68 ] [ 69 ]        |
| Май 2002           | Бельгия        | Брюссель (Королевский дворец) | Встреча с королём Бельгии Альбертом II и королевой-консортом Паолой                                                                               | [ 70 ]                      |
| 15—19 ноября 2004  | Япония         | - Нарита - Токио (Дворец Акасака, Императорский дворец в Токио) - Правительственное здание префектуры Гумма                                     | Встреча с императором Японии Акихито и императрицей Митико                                                                                        | [ 71 ] [ 72 ]               |
| Май 2006           | Греция         | - Афины (могила Филиппа Македонского) - Вергина                                                                                                 | - Встреча с президентом Греции Каролосом Папульясом и премьер-министром Греции Костасом Караманлисом                                              | [ 73 ] [ 74 ] [ 75 ] [ 76 ] |
| Октябрь 2007       | Южная Корея    | Сеул (Чхандоккун, военный мемориал Республики Корея, посольство Дании)                                                                          | Встреча с президентом Республики Корея Но Му Хёном                                                                                                | [ 77 ] [ 78 ]               |
| Февраль 2008       | Мексика        | - Мехико (издательский дом) - Цинцунцан (монастырь)                                                                                             | Встреча с президентом Мексики Фелипе Кальдероном и первой леди Маргаритой Савала                                                                  | [ 79 ] [ 80 ] [ 81 ]        |
| 3—6 ноября 2008    | Танзания       | Дар-эс-Салам | Встреча с президентом Танзании Джакайей Киквете                                                                                                   | [ 82 ] [ 83 ]               |
| 6 ноября 2009      | Вьетнам        | - Ханой - Хошимин | - Встреча с президентом Вьетнама Нгуен Минь Чьетем - Дарение 500 шлемов школьникам в рамках проекта организации Asia Injury Prevention Foundation | [ 84 ] [ 85 ] [ 86 ]        |

### 2010-е
| Дата               | Страна визита | Место(-а) визита                                                                                               | Цель визита                                                                                       | Примечания    |
| ------------------ | ------------- | --- | ------------------------------------------------------------------------------------------------- | ------------- |
| 6—9 сентября 2011  | Россия        | Москва | Встреча с президентом России Дмитрием Медведевым и председателем Правительства Владимиром Путиным | [ 87 ] [ 88 ] |
| 24—28 апреля 2014  | Китай         | Пекин, Шанхай                                                                                                  | Встреча с председателем КНР Си Цзиньпином и первой леди Пэн Лиюань                                | [ 89 ]        |
| 21—24 октября 2014 | Хорватия      | Загреб, Копривница, Сплит, Солин                                                                               | Встреча с президентом Хорватии Иво Йосиповичем и первой леди Татьяной Клепач                      | [ 90 ]        |
| 21—24 октября 2015 | Индонезия     | Джакарта, Джокьякарта, Сурабая                                                                                 | Встреча с президентом Индонезии Джоко Видодо                                                      | [ 91 ]        |
| 23—25 ноября 2017  | Гана          | Аквамуфие (церемониальная столица народа акваму)                                                               | Встреча с президентом Ганы Нана Акуфо-Аддо                                                        | [ 92 ] [ 93 ] |
| 18—20 марта 2019   | Аргентина     | Буэнос-Айрес, районы Тандиля, Некочеа и Трес Арройоса                                                          | Встреча с президентом Аргентины Маурисио Макри                                                    | [ 94 ]        |
| 15—16 июня 2019    | Эстония       | - Таллин (Кадриорг, Кик-ин-де-Кёк, Национальная опера «Эстония», Домский собор) - Лауласмаа (Центр Арво Пярта) | Встреча с президентом Эстонии Керсти Кальюлайд                                                    | [ 44 ]        |

### 2020-е
| Дата              | Страна визита | Место(-а) визита                                                                          | Цель визита | Примечания |
| ----------------- | ------------- | ----------------------------------------------------------------------------------------- | --- | ---------- |
| 10—13 ноября 2021 | Германия      | - Берлин (Дворец Бельвю, Шарите, Нойе Вахе, Бранденбургские ворота) - Мюнхен (Глиптотека) | Встреча с федеральным президентом Германии Франк-Вальтером Штайнмайером и первой леди Эльке Бюденбендер Встреча с федеральным канцлером Ангелой Меркель | [ 95 ]     |

## Комментарии
1. ↑  Источники не указывают конкретное место визита в некоторых случаях.
2. ↑  Королева Маргрете стала первым западным монархом, посетившим Китай после проведения политики реформ и открытости.
3. ↑  Источники не указывают конкретное место визита в некоторых случаях.
4. ↑  Королеву сопровождал кронпринц Фредерик X и принц Иоахим.
5. ↑  Источники не указывают конкретное место визита в некоторых случаях.
6. ↑  Королева стала первым монархом, посетившими Латвию после обретения независимости.
7. ↑  Королева стала первым монархом, посетившими Латвию после обретения независимости.
8. 1 2 3 4 5  Королеву сопровождал кронпринц Фредерик X.
9. ↑  Королеву сопровождали кронпринц Фредерик X и кронпринцесса Мария.
10. ↑  В данной поездке королева присутствовала без консорта.